# Батальйон поліції «Харків»
Батальйон поліції «Харків» — спецпідрозділ патрульної служби поліції особливого призначення Головного управління Національної поліції в Харківській області. Командир батальйону — Володимир Проволовський, колишній комбат київського батальйону «Золоті ворота». 

## Історія
У жовтні 2015 підрозділи МВС особливого призначення «Харків-1», «Харків-2» і «Слобожанщина» були ліквідовані, а на їх базі створено об'єднаний батальйон «Харків». Його очолив майор міліції Володимир Проволовскій — колишній комбат київського батальйону «Золоті ворота».
З моменту реорганізації сто бійців батальйону «Харків» несуть службу в Маріуполі. За цей час вони успішно провели ряд спецоперацій спільно з оперативно-тактичною угрупою «Маріуполь». В рамках контрдиверсійні боротьби, бійці батальйону Харків перевірили більше 7 000 місцевих жителів, шістсот транспортних засобів та три тисячі будівель. З листопада минулого року по гарячих слідах розкрили 12 крадіжок, вилучили 5 одиниць зброї. 
Батальйон поліції особливого призначення «Харків» за охорону Маріуполя отримав вже близько 40 нагород. Зокрема за охорону громадського порядку, стратегічно важливих об'єктів і проведення спецоперацій. Проте самі бійці, вважають, що більше користі принесуть на малій батьківщині, оскільки знають специфіку регіону.
2016 року поліцейські другої роти батальйону патрульної служби поліції особливого призначення «Харків» спільно з бійцями 46-го окремого батальйону спеціального призначення «Донбас - Україна» несли службу на так званому посту "довіри" на околицях м. Мар'їнка Донецької області.
В ніч на 22 вересня 2016 помер у Харкові від інфаркту військовослужбовець батальйону Вітченко Єгор Юрійович.
В 2021 році батальйон був розформований, а проти трьох співробітників батальйону відкрито кримінальне провадження у справі по незаконному заволодінні землею за кооперативною схемою.
За версією слідства, троє правоохоронців, зловживаючи службовим становищем, заволоділи ділянкою землі на території Харкова. Командир батальйону вирішив використати свій вплив та авторитет в органах державної влади і отримати на території Харків земельну ділянку значної площі, понад встановлені законом розміри безоплатної приватизації, нібито для будівництва багатоквартирного будинку, а потім заробити на її продажу.
Про свої плани командир розповів старшому інспектору і начальнику відділення батальйону.
Поліцейські начебто вступили у злочинну змову і в грудні 2015-го створили «Житлово-будівельний кооператив «Патріот» без мети ведення статутної діяльності, а тільки, щоб безоплатно отримати землю за рахунок територіальної громади Харкова для покращення житлових умов членів кооперативу.

## Оснащення
У батальйоні поліції спецпризначення «Харків» придумали, як вирішити проблему з нестачею бойових машин. Для потреб армії харківські умільці модернізують віджили свій вік машини - БРДМ і БТР, перетворюючи 50-річних дідусів в маневрену і боєздатну військову техніку.
Проте станом на 2016 рік залишається багато невирішених питань щодо забезпечення, особливо не вистачає техніки. Нечисленний автопарк - застарів, техніка постійно потребує ремонту і заміни дорогих деталей. І навіть те, що є - обмежено кількістю посадочних місць. Батальйону необхідні повнопривідні автомобілі, як КРАЗ, які змогли б возити до тридцяти чоловік одночасно.
На думку командира батальйону, подібних проблем у спецпідрозділу було б менше, якби вони базувалися в секторі АТО поблизу Харківщини. Наприклад, у них є практика співпраці з 92 механізованою бригадою в Луганській області. Вважають, що більше користі принесуть на малій батьківщині, оскільки знають специфіку регіону. З подібними проханнями неодноразово зверталися до керівництва Департаменту з управління і забезпечення підрозділів поліції особливого призначення.

## Основні завдання
Основні завдання підрозділу:
- охорона прав і законних інтересів громадян від злочинних посягань та інших антигромадських дій;
- затримання озброєних злочинців, членів організованих чинних угруповань, звільнення заручників, припинення терористичних актів.
- проведення цільових рейдів та спеціальних операцій з відпрацюванням найбільш криміногенних місць з метою виявлення та попередження злочинів, інших правопорушень;
- оперативно розшукові заходи;
- виконання поставлених бойових завдань керівництвом АТО.